# Geschützter Landschaftsbestandteil Niederwald Wieperschehagen nordwestlich Thieringhausen

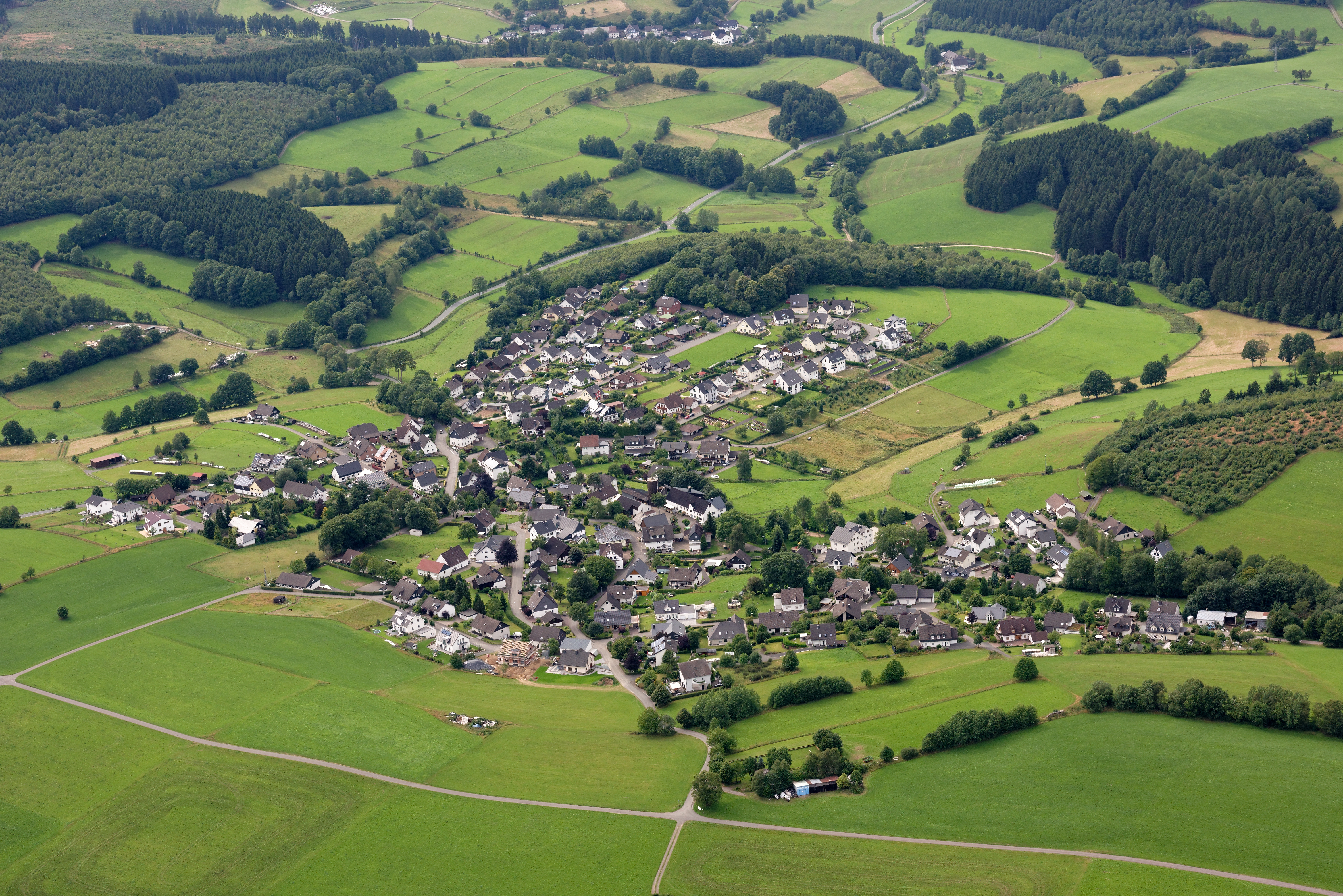
Geschützter Landschaftsbestandteil Niederwald Wieperschehagen nordwestlich Thieringhausen (s. Bildnotiz)

Der Geschützte Landschaftsbestandteil Niederwaldkomplex Katzensaal mit einer Flächengröße von 13 ha liegt südwestlich von Thieringhausen im Stadtgebiet von Olpe (Kreis Olpe). Es wurde 2020 durch den Kreistag des Kreises Olpe als Geschützter Landschaftsbestandteil (LB) mit dem Landschaftsplan  Nr. 5 Rothaarvorhöhen zwischen Olpe und Altenhundem ausgewiesen. Von 1984 bis 2020 gehörten die Flächen zum Landschaftsschutzgebiet Kreis Olpe. Der LB geht bis an den Dorfrand und ist sonst meist vom Landschaftsschutzgebiet Rothaarvorhöhen, Typ B umgeben.

## Gebietsbeschreibung
Im LB liegt ein Niederwald mit bei Ausweisung 20-jähriger Eichen und Birken auf den überwiegend west- und nordwestexponierten Hängen des Berges Wieperschehagen.
Der Landschaftsplan führt zum LB aus: „Wertgebend sind der repräsentative Charakter des Waldbildes und die Vitalität der Stockausschläge. Der Bestand ist Teil eines noch intakten Eichen-Niederwald-Biotopverbundes auf Hang- und Plateauflächen im Umfeld von Thieringhausen. Schützenswert sind die kulturhistorische Waldnutzungsform und die hohe strukturelle Vielfalt.“

## Schutzzweck
Die Ausweisung erfolgt „zur Sicherung, Erhaltung und Entwicklung eines strukturreichen Niederwaldkomplexes mit naturnahen Quellsiepen.“ Insbesondere:
- „als Lebensstätte wild lebender Tier- und Pflanzenarten,“
- „als Verbindungselement im Sinne des Biotopverbundsystems,“
- „als gliederndes/belebendes Landschaftselement und zur Bereicherung des Landschaftsbildes,“
- „als Relikt einer kulturhistorisch bedeutsamen Waldnutzungsform und als Element einer gewachsenen Kulturlandschaft.“[1]

## Verbote
Es wurde ein spezielles Verbot für den LB erlassen:
- „im Falle der Endnutzung eine aktive Wiederaufforstung mit anderen, als den derzeit auf der Fläche befindlichen standortheimischen Laubholzarten (vor allem Birke, Eiche, Eberesche, Roterle), vorzunehmen.“[1]

## Gebote
Für den LB wurden drei spezielle Gebote erlassen:
- „die niederwaldartige Nutzung als traditionelle Waldbewirtschaftungsform beizubehalten bzw. wieder aufzunehmen und zu fördern (z.B. im Rahmen des Vertragsnaturschutzes),“
- „einzelne kernwüchsige Laubbäume zu erhalten,“
- „aufkommende Fichten sowie andere nicht standortgerechte bzw. nicht heimische Gehölzarten zu entfernen.“[1]